# Шеховцов, Егор Дмитриевич
Егор Дмитриевич Шеховцов (род. 16 апреля 2001, Санкт-Петербург) — российский хоккеист, защитник.

## Биография
Начинал заниматься хоккеем в петербургской ГСДЮШОР, с 2012 года — в СКА. В сезоне 2017/18 дебютировал в команде НМХЛ «СКА-Варяги». В сезонах 2018/19 — 2020/21 — игрок команды МХЛ «СКА-1946», в сезоне 2020/21 также играл в ВХЛ за «СКА-Нева». В июне 2021 года перешёл в клуб второй по силе лиге Финляндии «Кеттеря» Иматра. На правах аренды провёл четыре матча в чемпионате Финляндии в составе клуба «Кярпят». С сезона 2023/23 — в команде «СКА-Нева».
Участник молодёжного чемпионата мира 2021 года.